# Phoenix (Luisiana)

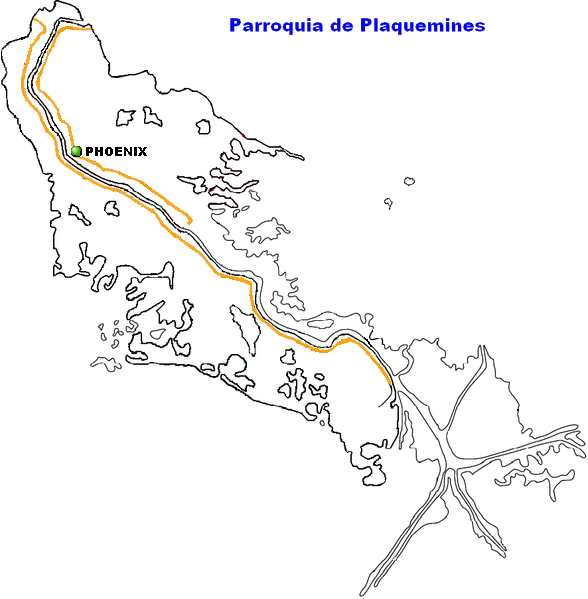
Localización de Phoenix en el mapa de la Parroquia de Plaquemines.

Phoenix es una pequeña localidad ubicada sobre el delta del río Misisipi, dentro de la parroquia de Plaquemines, en el estado de Luisiana, Estados Unidos.

## Geografía

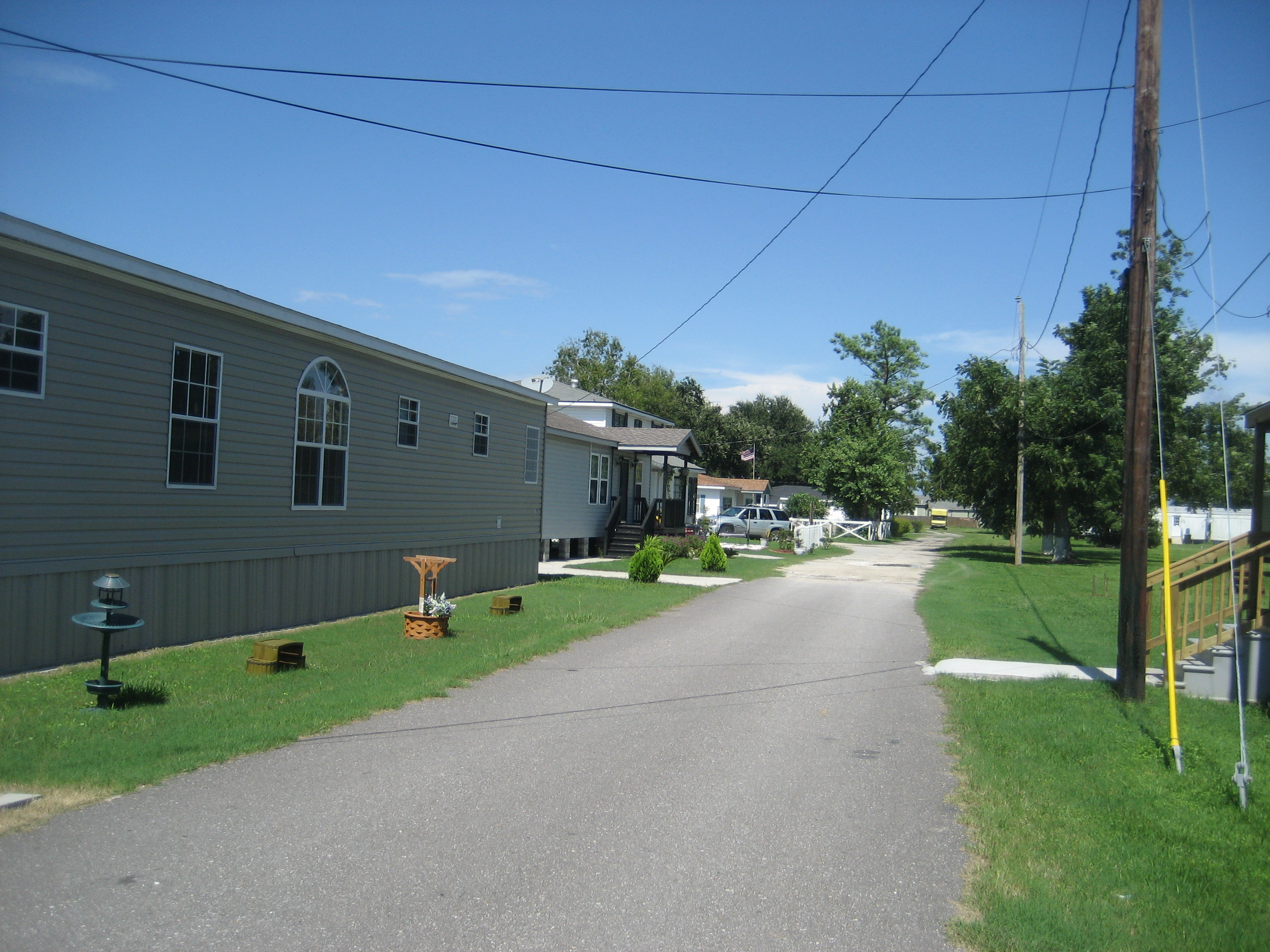
Caserío de la calle Thomas Lane, Phoenix.

El establecimiento de Phoenix se localiza en las siguientes coordenadas a saber: 29°38′45″N 89°56′23″O / 29.64583, -89.93972. Esta comunidad posee sólo 1 metro de elevación sobre el nivel del mar, convirtiéndola una zona proclive a las inundaciones. Su población se compone de menos de doscientos habitantes. Esta localidad se encuentra ubicada a unos treinta y ocho kilómetros de Nueva Orleans la principal ciudad de todo el estado, y a 523 kilómetros del aeropuerto internacional más cercano, el (IAH) Houston George Bush Intercontinental Airport.